# Лидино (Рузский городской округ)
Лидино — деревня в Рузском районе Московской области, входит в состав сельского поселения Ивановское. Население 725 человек на 2006 год, в деревне числятся 3 улицы. В Лидино действуют общеобразовательная школа, детский сад № 21, отделение связи, дом культуры. До 2006 года Лидино входило в состав Сумароковского сельского округа.
Деревня расположена на западе района, примерно в 16 километрах к западу от Рузы, на левом берегу реки Правая Педня, у её впадения в Рузское водохранилище, высота центра над уровнем моря 197 м. Ближайшие населённые пункты — Рябцево на другом берегу реки и примыкающее на востоке Хомьяново.